# Vol Lufthansa Cargo 527
Le 26 juillet 1979, un Boeing 707 effectuant le vol Lufthansa Cargo 527, un vol cargo international reliant Rio de Janeiro, au Brésil, à Dakar, au Sénégal, s'écrase contre une montagne peu après son décollage de l'aéroport international de Rio de Janeiro/Galeão. Les trois membres d'équipage, le commandant de bord, le copilote et le mécanicien navigant, périssent dans l'accident.

## Accident
Le vol 527 a décollé de l'aéroport international de Rio de Janeiro/Galeão à 21h27, et a reçu l'ordre du contrôle aérien de monter à  2000 pieds (610 mètres) et de tourner vers le radiophare omnidirectionnel VHF (VOR) de Caxias do Sul. Le contrôle d'approche demande au pilote d'augmenter sa vitesse. L'équipage a alors augmenté la vitesse de l'avion à 304 nœuds (563 km/h), malgré la vitesse maximale recommandée de 250 nœuds (460 km/h) lorsque l'altitude est inférieure à 10 000 pieds (3 000 m). Après avoir communiqué ses instructions, le contrôleur surveillant le vol 527 s'est tourné vers d'autres vols à l'approche et au départ de Rio, sans se rendre compte que la vitesse ascensionnelle de l'avion devenait trop élevée.
Au moment où le contrôleur a repris les communications avec le vol 527, il s'est aperçu que l'appareil était plus au nord que son itinéraire prévu, en raison de l'augmentation de sa vitesse ascensionnelle. Il a ensuite communiqué par radio à l'équipage, leur indiquant de virer à droite au cap 140, et de monter à l'altitude de croisière.
Peu de temps après cette transmission, l'avertisseur de proximité du sol (GPWS) s'est activé et, à 21h32, le vol 527 a percuté la cime des arbres sur le flanc d'une montagne, avant de s'écraser, laissant une traînée de débris de 800 mètres, le long de la pente. On ne compte aucun survivant parmi les 3 membres d'équipage présent à bord

## Enquête
L'enquête révèle que la cause principale de l'accident s'avère être l'incapacité des contrôleurs aériens brésiliens à accorder l'attention nécessaire à chaque appareil, et donc à la fois à espacer les avions entre eux et à assurer la distances minimale de sécurité par rapport au relief présent dans la régions.
La vitesse anormalement élevée de l'appareil est à la fois due à des instructions erronées et à la mauvaise surveillance du contrôleur aérien, ainsi qu'à l'acceptation passive par l'équipage des instructions données par la tour de contrôle. 
Normalement, le plan de vol comprend une route de départ jusqu'à une limite dite d'autorisation, à partir de laquelle l'avion est autorisé à voler à la vitesse maximale. Sur le plan de vol de l'appareil impliqué, cette information n'était pas indiqué, de sorte que l'équipage a continué à voler sur le cap défini au lieu de demander au contrôle aérien de nouvelles instructions. Pendant la quasi-totalité des deux dernières minutes de vol, il n'y a eu aucune communication entre le vol 527 et le contrôle aérien, qui aurait permis d'éviter la montagne.